# 公园前控制中心
23°07′40″N 113°15′35″E / 23.12765°N 113.25963°E

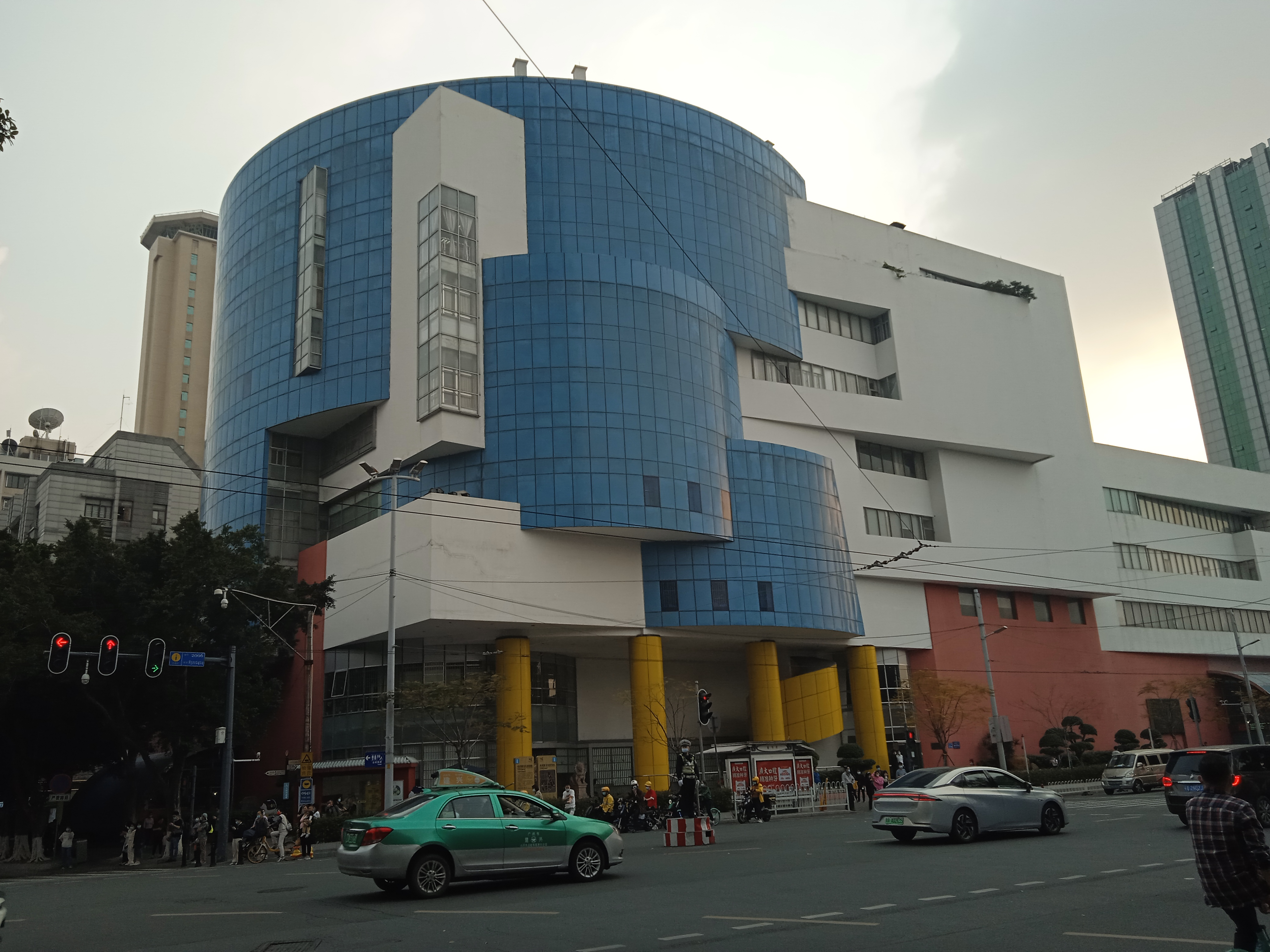
公园前控制中心

公园前控制中心，位于中国广东省广州市越秀区北京街道中山五路（人民公园对面，公园前站上方，原广州市地下铁道总公司（现广州地铁集团有限公司）总部大楼内）。由中国工程院院士、知名建筑大师莫伯治设计。控制中心于1997年6月28日随一号线试运行而启用，现为一号线，二号线和八号线的共用控制中心。